# 香綾しずる
香綾 しずる（かりょう しずる、11月15日 - ）は、元宝塚歌劇団雪組の男役スター。
山口県周南市、県立徳山高等学校出身。身長171cm。血液型B型。愛称は「がおり」。

## 来歴
2002年、宝塚音楽学校入学。
2004年、宝塚歌劇団に90期生として入団。雪組公演「スサノオ／タカラヅカ・グローリー!」で初舞台。その後、雪組に配属。
2009年、白羽ゆり退団公演となる「ZORRO 仮面のメサイア」で、新人公演初主演。入団6年目での抜擢となった。
2017年7月23日、早霧せいな・咲妃みゆトップコンビ退団公演となる「幕末太陽傳／Dramatic “S”!」東京公演千秋楽をもって、宝塚歌劇団を退団。
退団後は一般社団法人・日本アジア青年交流協会に勤務、現在は常務理事を務めている。

## 宝塚歌劇団時代の主な舞台

### 初舞台
- 2004年4 - 7月、雪組『スサノオ』『タカラヅカ・グローリー!』

### 雪組時代
- 2004年11 - 2005年2月、『青い鳥を捜して』『タカラヅカ・ドリーム・キングダム』
- 2005年4 - 5月、『さすらいの果てに』（バウホール） - カーメス
- 2005年6 - 10月、『霧のミラノ』 - 新人公演：ヘルマン（本役：緒月遠麻）『ワンダーランド』
- 2005年11月、『銀の狼』『ワンダーランド』（全国ツアー）
- 2006年2 - 5月、『ベルサイユのばら-オスカル編-』 - 新人公演：ラサール（本役：凰稀かなめ）
- 2006年6月、『やらずの雨』（バウホール） - 近藤／時次郎
- 2006年9 - 12月、『堕天使の涙』 - 新人公演：エミール（本役：沙央くらま）『タランテラ!』
- 2007年2月、『ハロー!ダンシング』（バウホール）
- 2007年5 - 8月、『エリザベート』 - 黒天使、新人公演：シュテファン・カロリィ（本役：沙央くらま）
- 2007年10月、『シルバー・ローズ・クロニクル』（ドラマシティ・日本青年館） - アンディ
- 2008年1 - 3月、『君を愛してる-Je t'aime-』 - 新人公演：フィラント（本役：音月桂）『ミロワール』[1]
- 2008年5 - 6月、『凍てついた明日』（バウホール） - ロイ・ソーントン
- 2008年8 - 11月、『ソロモンの指輪』『マリポーサの花』 - 新人公演：ロジャー（本役：凰稀かなめ）
- 2009年1月、『忘れ雪』（バウホール・日本青年館） - 羽村
- 2009年3 - 5月、『風の錦絵』『ZORRO 仮面のメサイア』 - ミゲル伍長、新人公演：ドン・ディエゴ／ゾロ（本役：水夏希） 新人公演初主演[2][5][1]
- 2009年7 - 10月、『ロシアン・ブルー』 - イワン・バルスコフ、新人公演：ニコライ・エジェフ（本役：未来優希）『RIO DE BRAVO!!（リオ デ ブラボー）』
- 2009年11 - 12月、『雪景色』（バウホール・日本青年館） - 伊勢屋藤右衛門／喜多八／朽木源左衛門
- 2010年2 - 4月、『ソルフェリーノの夜明け』 - ゴーダン、新人公演：アンドレ・ポルリノ（本役：音月桂）『Carnevale（カルネヴァーレ）睡夢（すいむ）』
- 2010年6 - 9月、『ロジェ』 - 街の男、新人公演：リオン（本役：音月桂）『ロック・オン!』
- 2010年10 - 11月、『オネーギンEvgeny Onegin』（日本青年館・バウホール） - アンドレイ・グレーミン公爵
- 2011年1 - 3月、『ロミオとジュリエット』 - 新人公演：ベンヴォーリオ（本役：未涼亜希）[2]
- 2011年4 - 5月、『黒い瞳』 - マクシームィチ伍長『ロック・オン!』（全国ツアー）
- 2011年7月、『ハウ・トゥー・サクシード』（梅田芸術劇場） - ジョンソン
- 2011年9 - 11月、『仮面の男』 - 看守フェルゼン／ルイ16世『ROYAL STRAIGHT FLUSH!!』
- 2011年12 - 2012年1月、『Samourai』（ドラマシティ・日本青年館） - チプリアニ
- 2012年3 - 5月、『ドン・カルロス』 - ルイ・ゴメス・デ・シルバ『Shining Rhythm!』[5]
- 2012年7 - 8月、『フットルース』（梅田芸術劇場・博多座） - ロニ副校長／ボブ
- 2012年10 - 12月、『JIN-仁-』 - 近藤勇『GOLD SPARK!-この一瞬を永遠に-』
- 2013年2月、『若き日の唄は忘れじ』 - 加治織部正『Shining Rhythm!』（中日劇場）
- 2013年4 - 7月、『ベルサイユのばら-フェルゼン編-』 - シャロン
- 2013年8 - 9月、『若き日の唄は忘れじ』 - 加治織部正『ナルシス・ノアールII』（全国ツアー）
- 2013年11 - 2014年2月、『Shall we ダンス?』 - アーカム『CONGRATULATIONS 宝塚!!』
- 2014年3 - 4月、『心中・恋の大和路』（ドラマシティ・日本青年館） - 藤屋
- 2014年6 - 8月、『一夢庵風流記 前田慶次』 - 庄司又左衛門『My Dream TAKARAZUKA』
- 2014年10 - 11月、『パルムの僧院-美しき愛の囚人-』（バウホール） - モスカ伯爵
- 2015年1 - 3月、『ルパン三世 -王妃の首飾りを追え!-』 - マクシミリアン・ロベスピエール『ファンシー・ガイ!』
- 2015年5 - 6月、『アル・カポネ-スカーフェイスに秘められた真実-』（ドラマシティ・赤坂ACTシアター） - ジョージ・モラン（バグズ）
- 2015年7 - 10月、『星逢一夜（ほしあいひとよ）』 - 鈴虫膳右衛門『La Esmeralda（ラ エスメラルダ）』
- 2015年11月、『銀二貫』（バウホール） - 彦坂数馬／半兵衛／祝舞（鶴）
- 2016年2 - 5月、『るろうに剣心』 - 比留間伍兵衛／セバスチャン[2]
- 2016年6 - 7月、『ドン・ジュアン』（KAAT神奈川芸術劇場・ドラマシティ） - 騎士団長／亡霊
- 2016年10 - 12月、『私立探偵ケイレブ・ハント』 - ナイジェル『Greatest HITS!』
- 2017年2月、『星逢一夜（ほしあいひとよ）』 - 徳川吉宗『Greatest HITS!』（中日劇場） 初エトワール
- 2017年4 - 7月、『幕末太陽傳（ばくまつたいようでん）』 - 鬼島又兵衛『Dramatic “S”!』 退団公演[2]

### 出演イベント
- 2004年7月、TCAスペシャル・OGバージョン『ゴールデン・メモリーズ』（カゲコーラス）
- 2009年6月、第1回『マグノリアコンサート・ドゥ・タカラヅカ』
- 2009年12月、タカラヅカスペシャル2009『WAY TO GLORY』
- 2010年12月、タカラヅカスペシャル2010『FOREVER TAKARAZUKA』
- 2014年12月、タカラヅカスペシャル2014『Thank you for 100 years』
- 2015年12月、タカラヅカスペシャル2015『New Century，Next Dream』

## 宝塚歌劇団退団後の主な活動

### 関連書籍
- 早花まこ「すみれの花、また咲く頃」（2023年3月、新潮社）[7][8]